# えすぴー都 見参!
『えすぴー都 見参!』（えすぴーみやこ けんざん）は、岬下部せすなによる日本の4コマ漫画作品。『まんがタイムスペシャル』（芳文社）で2003年11月号から2012年8月号まで連載、『まんがタイムきらら』2006年6月号にもゲスト掲載された。

## 作品概要
大財閥の跡取り息子、大蔵直人につくSPの五条都は凄腕の剣士。本作品はこの2人を中心とした生活を描いている。連載初期は都の並外れた剣術の腕と、子供っぽい性格、大好物のメロンパンを含めた食いしん坊ぶりが主に描かれていた。単行本1巻のおまけ描きおろしによると、初期は都と直人以外の人物には名前がつけられていなかったが連載が進むにつれ他のサブキャラクターにもスポットがあたり、出番が増え名前もつけられていった。連載開始前の都の設定は作中とは正反対のスタイルの良い剣士だったとも述べている。
本作品での「SP」は本来の意味である「セキュリティポリス（身辺警護を担当する警視庁警護課所属の警察官）」ではなく、主に大蔵家が私的に雇用している「警備員」「ボディーガード」を含めて使われている。そのため都を含む全ての護衛は警察官とは関係ないが、本稿では「SP」は便宜上大蔵家が私的雇用する警備関係者を指すものとして記述する。

## 登場人物

### 大蔵家関係者

#### 主要人物
五条 都（ごじょう みやこ）
15歳 A型 身長150cm
本作の主人公である少女。中学校を卒業後、上京し大蔵財閥で主に直人の警護を行うSP。直人への忠誠を固く誓っている凄腕の女剣士。
仕事中は常に帯刀している。剣術の修行を欠かす事のない努力家のため年齢を超える力を持つ。本人は自覚が無いが直人に対して特別な感情を抱いている。仕事中はスーツとネクタイを身につけ、私生活では基本は和服（剣道着）を身につけるなど、旧来のものを好み口調もやや古風だが、その他は年相応。身長の低さと幼児体型にコンプレックスがあり、背を伸ばそうと牛乳を一日あたり数十本飲む。
好きなものは犬、猫などの小動物とメロンパン。収入の半分はメロンパンと牛乳の購入に割り当てられ、実家へ拾ってきた犬猫百匹のための仕送りと支出も多い。苦手な物はゴキブリ、ホラー映画、歯医者。山里暮らしなためか家電などの機器類も操作できず、剣術以外は短所もがかなり多い。
瞳は明るい紫色。紫色のロングヘアーを頭頂部でしばっているが、髪の毛が堅いためポニーテールではなく、その先は状況により2～5つに分かれる。寝癖にも悩んでいる。
大蔵 直人（おおくら なおと）
18歳 O型 身長180cm
大財閥の跡取りで大学生。カーキ色のショートヘアー、瞳もカーキ色。
穏やかで優しい性格で、当初は普通の若者といった雰囲気だったのだが、話が進むにつれどんどんお人好しのキャラクターとなっていった。また、一人称は初期は「俺」だったが、後半からは「僕」と言うことも増えてきており、現在では一人称が変わっている。高校からの学友達でさえ怒ったところを全く見たことがなく、作中わずかに怒りを見せたのは都の陰口を言われたときだけである。金持ちであることをひけらかさず、嗜好も基本的に庶民的。また本人いわく地味なルックス。そのため学友から「御曹司ってかんじがしなくて話しやすい」と言われている。しかし、自分の家が先祖が代々努力して大きくしていったことは自覚していて、自らの勉学などの努力も惜しまない、真面目な一面もある。
大蔵財閥の御曹司として昔から周りに気を使っていたためか気遣い上手。しかし、色恋方面には鈍く、都、雪からの好意に気づいておらず2人が尽くしてくれるのは仕事だからだと考えており、恋愛対象として見るのは失礼だとすら考えている。デートらしいことをしようとすると、SPに完全監視されるので、今のところは特定の彼女を作るつもりはないらしい。
都同様、花粉症でゴキブリが苦手。
神宮寺 雪（じんぐうじ ゆき）
23歳 B型
都が来る以前にいた女性SP。格闘・体術の達人でテレビで見た外国人格闘家が強そうだったという理由で対戦すべく旅に出ていたが、極度の方向オンチで、対戦後、大蔵家に辿り着くまで世界中を3年間歩き回った末帰ってきた。初対面の都にしかけた挨拶代わりの不意打ち攻撃をかわされ、都の実力を見抜く。
単純な格闘好きでずぼらな性格と見られがちだが、3年ぶりに大蔵家に戻ったときは事前に建物のセキュリティシステムを一時的に無効化して警備の隙をたしなめるなど、優れた頭脳の持ち主。
都や他のSPとは服装が異なり、ネクタイはせずに開襟シャツにキュロット。性格はよく言えばポジティブ、悪く言えば大雑把。几帳面な都とは正反対のキャラクターとして描かれている。雪は直人に好意を持っていることも自ら認めていて、都と直人は雪の気持ちに気づいてないが、大蔵家のメイド達にははっきりと知られている。
直人のことが好きだが、恋のライバルである都が直人への気持ちを自覚していないので出し抜く気はない。
大蔵家では誰もかなわない酒豪。朝に弱く、寝ぼけて直人の寝室に入り込んで同じベッドに潜り込み熟睡したこともある。スルメやチーズカマボコが好きで、趣味や嗜好を「オヤジくさい」と評されることが多い。
都や直人と違い、Gに強く、「勇者様」と称えられた。美人のうえ体型もグラマーだが、それを自覚しているのかいないのか、直人を誘惑するような言動もする小悪魔的性格で直人だけではなく、都をからかうことも。直人のことを「なー君」と呼ぶ。

#### 直人の両親
大蔵 霧人（おおくら きりと）
直人の父で40歳。直人に輪をかけた呑気な性格をした大蔵家現当主。基本的にマイペースではあるが、仕事は非常に出来る。ただし対人関係はなんでも頼まれると断れない人の好さゆえに、悪い人間に利用されかねないと、メイドだった桜にも心配された。その一方で、直人に対しての模擬プレゼンテーションの指導では和やかな顔で悪い点をズバズバ指摘するという、厳しい一面も見せる。
接待で高級料理の食事が多いせいか、家に帰ってきた時はごく普通の家庭料理を食べたいとリクエストするが、特にお子様ランチのような料理が大好物のようで都、直人と3人そろって大喜びで食べる。
屋敷の屋根裏に「秘密部屋」を持ち、隠れた趣味であるサバイバルゲームなどを楽しむことも。
大蔵 桜（おおくら さくら）
直人の母で36歳。非常に有能なキャリアウーマンのような人物。元々は霧人付きのメイドで、周囲の人間に利用されそうな霧人を心配してフォローする役目を自ら引き受け、その後プロポーズされて結婚した。現在は秘書というより霧人のビジネスパートナー、あるいは実質社長といわれるほど大蔵グループの実務を仕切っている。
社長夫人となっても、メイド服を着てメイドの仕事を手伝いたがるほどの一種のワーカーホリック（仕事中毒）。霧人がプレゼントを贈ろうと欲しいものを聞いても「ビッグプロジェクトの仕事」と答えるほど。
都が内心直人に抱いている想いをしっかり見抜いており、それをこっそり楽しみながら見守っている。

#### 大蔵家使用人
大蔵家SP
都の同僚にして先輩。数十人は屋敷にいる。様々な経歴を持つ者が多く、首相官邸や大使館でSPを務めていた者やハリウッドスターのSPを務めていた者がいる。契約は1年ごとだが、給与や福利厚生面がしっかりしていることからほぼ全員が契約を更新している為にメンバーの入れ替えはほとんどない。
都と同じく小動物が好みで、資金を集めて動物のための基金に寄付するほど。全員が花粉症と高所恐怖症なのも都と同じ。
TVの怪奇番組を見ると、夜ひとりではトイレに行けなくなるほど怖がりの者が多い。一見強面だがサングラスの下の素顔はSPに見えないくらいいい人そうな顔立ちの垂れ目揃いなので、いつもサングラスを外さない。
男性SP全員が都の父親代わりを自認していて、都を狙う男が近づくと、直人を守るのと同じくらいに都を守る。
勤務中は大蔵家の警備をしているというより、都や動物達と遊んでいる風にしか見えない場面がほとんど。
前田（まえだ）・田中（たなか）
ともに大蔵家SPの主任で、都の先輩。頭をスキンヘッドにしているほうが田中。SPの中ではもっとも出番が多い。大学卒で、海外要人の警護経験もあったことから外国語も堪能。都をSPに採用するよう口利きしたのはこの2人。
2人とも同時期に付き合っていた彼女にふられて長い間落ち込んでいて、その後ようやく新しい彼女を2人同時に見つけたが、そのときの異様なまでの浮かれようは周囲を不気味がらせた。
都と同じくニンジンが苦手だが、メイド達に睨まれてやむなく食べている。
SPのリーダーだけあってトレーニングルームでも一番ハードな運動メニューをこなしていたが、現在はダイエット目的のメイド達に抜かれてしまった。
大蔵家メイド
大蔵家に勤めるメイド。100人ほどいるらしい。屋敷の掃除や直人の身の回りの世話、料理を担当している。子供のいる者、胸のサイズがGカップの者や、都に剣術を、雪に体術を教わる逞しい者もいる。
都に色々な服を着させたがるので結果、都はメイドたちの着せ替え人形になっている。
都と雪の指導の成果か、料理中に大蔵家の台所に押し入った強盗までも簡単に捕まえてしまう実力を得てしまった。ただし、都や直人と同じくGは大の苦手。
三剣をはじめ独身のベテランメイド達は学生時代の友人らが軒並み既婚になったせいで、肩身が狭いと同窓会に出るのを避けている。
三剣 きらり（みつるぎ -）
23歳、B型。大蔵家で5年間働いているストレートロングヘアーのメイド。小説家志望で読書好き。途中から彼女が作家になる夢を追って頑張る姿も描かれるようになり、サイドストーリーのような扱いがされている。都の何気ない一言で、少しずつ良い方向へと成長していく。都と同じく、においを嗅いだだけで酔ってしまうほど酒に弱い。巨乳でGカップだが、胸は更に成長中で衣類を数か月単位で買い替えに迫られるため、かなりの出費に悩んでいる。
名前の初出は3巻だが、朝倉（ウェーブがかったセミロングのメイド）と並んで出ていたため最初はわかりづらかった。

### 直人の友人など
巣鴨 太郎（すがも たろう）
直人の大学の友人。高校時代からの付き合いで、御曹司の直人を特別視することも利用することもなく気さくに付き合っている。しかし大蔵家に都、雪や100人のメイドがいることは羨ましがっている。
隙あらば都のメールアドレスを聞き出したり、護衛についてくるはずの都目当てに直人を遊びに誘い出したりと都に近づきたがるが、それを鋭く察知する男性SP達にことごとく阻まれている。
軽そうに見える外見に反して、成績は上位に入るほど優秀。それでも以前は勉強より遊びを優先していたが、家庭の事情で大学に行けなかったという三剣の過去を知ってからは勉強にも力を入れだした。
女好きだが3人の姉達によく扱使われているため女性不信になりかかっている。それでも都のようにピュアな子がいると期待をしてしまうらしい。
並木 洋平（なみき ようへい）
直人の大学の友人で、巣鴨と一緒に行動していることが多い。巣鴨と対照的にクールな性格だが実は雪のような女性がタイプで彼女に好意を抱いており、名前を覚えてもらってからは「よー君」と呼ばれている。しかし女性に対しては奥手な上、雪が直人に好意を抱いていることも気づいているためなかなか雪に告白できずにいる。
大学内での女子学生からの人気はひそかに高いが、直人らがそれに気づいているにもかかわらず本人はまったく気づいていない。
財テクに興味を持っており、大蔵グループ関連会社の株にも手を出している。
御影院 大志（みかげいん ひろし）
直人の大学に編入してきた転校生。実は大蔵家に匹敵する大財閥の御曹司だったが会社が倒産してしまい、アメリカの名門大学に留学中だった大志も「学費が安いから」という理由で帰国・編入した。
直人に対して激しいライバル心を燃やす。しかし校内に捨てられたゴミを片づけたり、家計簿を付けて常に節約を心がけるなど、悪い人物ではない。
病気で倒れた時も最初は直人らの助けを拒んでいたが、それ以後徐々に人付き合いにも変化が表れつつある。
成績は巣鴨にも並ぶほど優秀。
蛍（ほたる）
大志の護衛を務める女性。16歳。御影院家に代々仕えてきた忍の一族の末裔。同家の破産で護衛の職も解かれたが、自分の意思で大志に付いている。彼の家計を助けるため、内職もこなす。
「忍っぽい」という理由で、真夏でもマフラーをしている。

### 都の両親
作中では共に名前は明かされていない。
都の父
五条流剣術師範。娘の都に劣らず動物好き。以前は都との連絡は伝書鳩を使用していたが、最近はメールを使用している。男を近づかせないため都が学生の時に剣を常に持たせたり、帰省するときは帰りを待つ間落ち着かないなど剣の修行以外では都に対してかなりの親馬鹿。
若い頃は道場でもまったく勝てないほど弱かったが、その後付き合うことになった現在の妻に釣り合えるほどになろうと努力して現在の実力を得た。その腕前は大蔵家のSP達を怪我もさせずに軽く手玉に取るほど。
都がひそかに持つ直人への好意に気づき、直人が好青年であることも認めているが、身分違いなどと心配しつつ2人の関係接近に反対し、同じく直人に好意を抱く雪のほうをこっそり応援している。
都の母
35歳。20代くらいに見えるほど若く見える。コミックス1巻では都が「田舎には年老いた両親が…」などと言ってもいるが、娘に健康に気を使われたり年寄り扱いされると少々落ち込んだりすることも。夫以上に凄腕の剣術家だったが結婚後は引退し、都もその実力は知らないが、かなりの腕の父親でさえ震えるほどの腕らしい。そのため家では一番強い。
剣術家だけでなく主婦としても超一流で、家の中にほこりひとつ落ちていない掃除ぶりには元メイドで直人の母・桜もかなりライバル意識をあおられた。

### その他
泥棒とゴキブリ
大蔵家に出没し、いくら退治しても次々と出てくる点で共通している。

## 主な舞台
大蔵家
直人の住む家で、都達SPやメイドも住み込みで働いている。直人の両親で現当主の霧人夫妻は仕事のため1年のほとんどを出張で留守にしている。建物の各所には監視カメラを含めたセキュリティシステムもある。
都らSP達があちこちから保護した犬、猫、鳥など多数の動物も主人である直人が許可して全部が大蔵家のペットとして飼われている。その後大蔵家で産まれる子猫も出たりで数は更に増えつつある。
動物達は都に恩を感じており、都の体調が悪い時は代わりに泥棒退治もする。まだ生まれたてで飛べない小鳥の巣は都が猫から守っている。
都の父に近況報告をする目的で作られた動物好きの都の話題中心の「都ちゃんブログ」が公開されたおかげで、大蔵家内で働くSPやメイドなどの求人募集には、動物好きを自慢する応募者が集まっている。
五条家
都の実家。都が家にいた頃から拾っていた捨て犬や捨て猫が今も百匹ほど飼われていて、その食費のために都は実家に仕送りをしている。
都が実家にいた頃から母親が畑で無農薬野菜を作っていたが、その目的はニンジン嫌いの娘や夫に好き嫌いせず野菜を食べさせるため。
大学
直人達が通う大学。毎日の通学時も都や雪らが当番で護衛についてくるが、そのため回りに妙な誤解を受けることもある。
学生食堂のメニューが豊富なため、直人の護衛で来る都も食いしん坊ぶりを刺激され、昼食を選ぶのに30分も迷ったりしている。
パン屋
都が主に好物のメロンパンを買いに行くパン屋。お気に入りの店が複数あるが、特に気に入った店には自分でおいしいメロンパンを作れるようになろうと、仕事の休みを利用して弟子入り修行もしていた。

## 行事・イベント
クリスマス
付き合っている女性のいない巣鴨、並木にとっては寂しい日となる。直人と都はその日は一緒にいると聞いて疑われるが、実際は系列グループのパーティに強制招待される客とその護衛役で行動を共にする、ある意味「一番惨めな過ごし方」。
バレンタインデー
100人ものメイドがいるため直人にもかなりのチョコレートが来ると見られていたが、実際は大蔵家でのチョコレート数はゼロ。理由は、以前に直人と男性SPらも100人からのチョコレートをもらったが、ホワイトデーに3倍返ししようとした結果、100人分に3倍の出費をする羽目になり、主任の前田らでも破産寸前に追い込まれたため、その後バレンタインは自粛すると大蔵家で取り決めされた。
が、直人の友人ということで巣鴨と並木は雪からのチョコをもらっている。
ひな祭り
都が小さい頃、五条家にも雛壇があったが、飾られていたのは雛人形ではなく、父親が買ってしまった五月人形で、とてもゴツい雛壇となった。
子猫の出産
SP全員が協力して徹夜で臨む。無事出産が終わった後はそのままお祝いとともに子猫の名付け大会に突入する。

## 他作品との関連
それぞれの作品において特に重要な役ではない。
- 『ことゆいジャグリング』
  - 都と直人は山吹小鳥のいるサーカスを見に行っている。本作品コミックス2巻にも小鳥とサーカスの動物が登場する場面がある。
  - 列車内の高城唯の隣にメロンパンを食べている都がいる。
  - 登場人物に「大蔵」先生がいるが「大蔵」直人との血縁関係は不明。
- 『S線上のテナ』
  - 単行本1巻の描き下ろしページに都が登場して、テナー・フォルテシアンと対面している。

## 単行本
- 岬下部せすな『えすぴー都見参！』 芳文社〈まんがタイムKRコミックス〉、全5巻
『まんがタイムスペシャル』の作品は「まんがタイムコミックス」のレーベルで単行本が出されるが、本作品は例外的に『まんがタイムきらら』系の連載扱いとされており、「まんがタイムKRコミックス」として刊行されている。3巻までは、表紙に描かれている題名ロゴなど（デザインを手がけた事務所）がそれぞれ異なっていた。4-5巻は3巻と同じ。

1. 2006年4月11日発行（2006年3月27日発売[1]）、ISBN 4-8322-7571-2
2. 2007年9月11日発行（2007年8月27日発売[1]）、ISBN 978-4-8322-7645-1
3. 2009年6月11日発行（2009年5月27日発売[1]）、ISBN 978-4-8322-7809-7
4. 2011年3月13日発行（2011年2月26日発売[1]）、ISBN 978-4-8322-7999-5
5. 2012年9月11日発行（2012年8月27日発売[1]）、ISBN 978-4-8322-4186-2